# Lima (Ohio)
Lima é uma cidade localizada no estado norte-americano de Ohio, no condado de Allen, do qual é sede. Ficou conhecida, por ser o lugar onde se passa a série norte-americana da FOX, Glee.

## Geografia
De acordo com o United States Census Bureau, a cidade tem uma área de 35,6 km², dos quais 35,2 km² estão cobertos por terra e 0,5 km² por água.

### Localidades na vizinhança
O diagrama seguinte representa as localidades num raio de 16 km ao redor de Lima.

## Demografia
Segundo o censo nacional de 2010, a sua população é de 38 771 habitantes e sua densidade populacional é de 1 087,5 hab/km².

## Marcos históricos
O Registro Nacional de Lugares Históricos lista 28 marcos históricos em Lima. O primeiro marco foi designado em 24 de julho de 1974 e o mais recente em 1 de março de 2021, o The J.M. Sealts Company Warehouse Building.